# Music (албум)
Music (срп. Музика) је осми студијски албум поп певачице Мадоне, издат 18. септембра 2000. године од стране Maverick Records. Продат је у око 14 милиона примерака. Специјално издање у виду дуплог диска је издато јуна 2001. године, како би промовисало Drowned World турнеју, а садржало је бонус диск са ремиксима и контроверзним спотом за сингл What It Feels Like for a Girl.

## Историја албума
Пре него што је албум изашао, Мадона је поручила својим фановима:

"Хеј, Мистер Ди-Џеј, пусти моју плочу... Здраво, овде Мадона. Вероватно слушате о мом новом албуму Music већ неко време. Па, само сам желела да вас се осигурам да знате да ће мој нови сингл изаћи веома брзо. Радила сам са једним Французом који се звое Мирвајз, и он разваљује. Албум ће бити издат широм света 19. септембра, и надам се да волите моју музику" 

На албуму се налазе углавном брзе песме које показују Мадонину нову склоност ка европској денс музици, али је задржала и рокерскији, амерички звук. Како би достигла тај европски звук, Мадона је сарађивала са француским електронским музичарем Мирвајзом. Према Мадони, обоје су имали проблема у међусобној комуникацији, пошто Мирвајз није причао енглески, а Мадона јако мало француског. Поново, као и на Ray of Light, Мадона је сарађивала са Вилијамом Орбитом, са којим је написала неколико песама, од којих су три доспеле на албум. Ово је први Мадонин албум који није у потпуности снимљен у САД, већ је углавном сниман у Sarm West and East студијима у Лондону.
Музички, албум је другачији од свега што је Мадона претходно радила. На албуму се могу наћи мрачни електронски битови (као у Impressive Instant), кантри гитаре (Don't Tell Me, I Deserve It и Gone), као и веома честу употребу вокодера (Nobody's Perfect), која ће се наставити и на будућим Мадониним албумима. Мадона је такође певала на француском у песми Paradise (Not For Me), као и на шпанском у Lo Que Siente La Mujer.
По први пут, цео Мадонин албум је процурео на Интернет, и фанови широм света су могли да га слушају месецима пре званичног издавања. Warner Bros. Records и Мадона нису били задовољни овим, што је довело до затварања свих сајтова који су окачили те песме, и покренута је тужба против Напстера.
Песма American Pie је завршила на европској, латиноамеричкој, аустралијској и азијској верзији албума. Ипак, то се није десило Мадонином вољом, већ је то била одлука њене издавачке куће. Мадона није била задовољна том одлуком, јер је та песма била један од главних разлога како би већина њених фанова купила саундтрек филма The Next Best Thing, с обзиром на његов биоскопски флоп. Као освету за ову одлуку, Мадона је песму изоставила са своје друге компилације највећих хитова, GHV2. Још једна песма која је касније додата уз јапанска и аустралијска издања била је Cyberraga. Песма, написана од стране Мадоне и Талвина Синга, представља адаптацију текста узетог из Ведских Мантри и Махабхарате. Песма је касније искоришћена као Б-страна на многим сингловима у Европи и САД.
Music је реиздат у неколико земаља, и уместо American Pie је додат ремикс, као и шпанске верзије песме What It Feels Like For A Girl.
Ово је њен први албум који у буклету није садржао текстове песама. Уместо тога, купцима је предложено да посете званични сајт. Ово је тренд који се наставио и са њеним будућим албумима.
Music је освојио Гремија 2001. године за "Најбоље паковање албума“. 2003, проглашен је 452. најбољим албумом свих времена од стране часописа Ролинг стоун.

## Списак песама
| #   | Име | Трајање |
| --- | --- | ------- |
| 1.  | Music Аутори: Мадона, Мирвајз Ахмадзаи Продуценти: Мадона и Мирвајз Ахмадзаи | 3:44    |
| 2.  | Аутори: Мадона, Мирвајз Ахмадзаи Продуценти: Мадона и Мирвајз Ахмадзаи | 3:37    |
| 3.  | Аутори: Мадона, Вилијам Орбит Продуценти: Мадона, Вилијам Орбит | 4:47    |
| 4.  | Аутори: Мадона, Мирвајз Ахмадзаи Продуценти: Мадона, Мирвајз Ахмадзаи | 4:23    |
| 5.  | Аутори: Мадона, Вилијам Орбит Продуценти: Мадона и Вилијам Орбит | 3:43    |
| 6.  | Аутори: Мадона, Мирвајз Ахмадзаи Продуценти: Мадона и Мирвајз Ахмадзаи | 4:58    |
| 7.  | Аутори: Мадона, Мирвајз Ахмадзаи, Џо Хенри Продуценти: Мадона и Мирвајз Ахмадзаи                                                                                                | 4:40    |
| 8.  | Аутори: Мадона, Гај Сигсворт Продуценти: Мадона, Гај Сигсворт, Марк Спајк Стент                                                                                                 | 4:43    |
| 9.  | Аутори: Мирвајз Ахмадзаи, Мадона Продуценти: Мирвајз Ахмадзаи и Мадона | 6:33    |
| 10. | Аутори: Мадона, Демијан Ле Гасик, Ник Јанг Продуценти: Мадона и Мирвајз Ахмадзаи                                                                                                | 3:25    |
| 11. | само на издањима вах САД Аутор: Дон МекЛин Продуценти: Мадона и Вилијам Орбит                                                                                                   | 4:33    |
| 12. | само на јапанском и аустралијском издању Аутори: Традиционални текст преведен од стране Мадоне и Талвина Синга из Ведских Мантри и Махабхарате Продуценти: Мадона и Талвин Синг | 5:31    |

### Бонусса специјалног издања из 2001.
| #  | Име                                                                      | Трајање |
| -- | ------------------------------------------------------------------------ | ------- |
| 1. | Ремикс и додатна продукција: Дабфајер и Шарам за Deep Dish Productions                        | 11:22   |
| 2. | Ремикс и додатна продукција: Хекс Хектор и Мек Квајле за HQ2 Enterprises                | 8:51    |
| 3. | Ремикс и додатна продукција: Тимо Мас и Мартин Бутрих                    | 6:55    |
| 4. | Ремикс и додатна продукција: Трејси Јанг копродуцирао Крис Кејн          | 11:00   |
| 5. | ' Ремикс и додатна продукција: Пол Окенфолд и Енди Греј                  | 7:20    |
| 6. | Шпански превод: Алберто Ферерас                                          | 4:44    |
| 7. | Режирао Гај Ричи Продуцирао Лук Зекани Уредник фотографије: Алекс Барбер | 4:36    |

## Синглови
| #  | Име     | Датум                                               |
| -- | ------- | --------------------------------------------------- |
| 1. |         | Фебруар 2000.                                       |
| 2. |         | 21. август 2000.                                    |
| 3. |         | 21. новембар 2000. (Европа), 16. јануар 2001. (САД) |
| 4. |         | 17. април 2001.                                     |
| 5. | (Промо) | 18. септембар 2001.                                 |

## Контроверза око петог сингла
Као пети сингл, Мадона је желела да изда Impressive Instant, који је већ био велики клупски хит у САД. Мадона је мислила да ће песма одлично промовисати њену Drowned World турнеју. Међутим, њена издавачка кућа је одбила, сматрајући песму некомерцијалном и чудном. Они су се залагали за много комерцијално примамљивији сингл Amazing. Као резултат, планови за пети сингл су заборављени, иако је Impressive Instant изашао као промо сингл.
Мадона је одбила да сними спот за Amazing, па је њена издавачка кућа одлучила да изда снимак песме са концерта као спот, што је резултовало Мадониним избацивањем песме Amazing са сетлисте турнеје.

## Мадона оMusic...
Све се у животу одвија у циклусима. Постоји период када сте смирени, и постоји период када експлодирате. Период који је претходио изласку Ray of Light био је врло смирен - откривала сам много тога и много се мењала. Био је то период интроспекције, преиспитивања. А онда сам, одједном и без упозорења, осетила како ћу да експлодирам. Нисам осећала потребу да будем интроспективна. Играло ми се. И то се одразило на песме с овог албума.
Увек трагам за нечим новим, још неоткривеним. Волим да радим с чудацима за које нико не зна - с људима који поседују сиров таленат и који стварају музико као нико други. Првобитно сам била савршено срећна да поново радим са Вилијамом Орбитом. А онда је искрсла ова могућност да радим са Мирвајзом и просто сам морала да је уграбим. Осим тога, после Ray of Light сви су радили са Вилијамом. Схватила сам да морам да идем даље. Не желим да моје плоче звуче као остале. То је досадно.
Мирвајзов енглески није баш најсавршенији и првих неколико дана снимања, могла сам да почупам сву косу. Чинило се да не постоји никакав начин да нас двоје комуницирамо. Дошао је његов менаџер и покушао да нам буде преводилац. Што смо се више упознавали то му је енглески постајао бољи, и ја помислих: "Зар ово није занимљиво?" Сада мислим како је био нервозан. Прва недеља је била да се убијеш. Али, знала сам да ћемо се на крају укопчати. Била сам одлучна да нам ово успе, јер заиста верујем да је тај човек геније. Само је Мирвајз могао да ме надахне да будем тако отворена и раљива. Веровала сам му без остатка. Он је визионар и невероватно паметан. Слушала бих његову музику и мислила: "Ово је будућност звука“.
Волим читаву ту иконографију Дивљег Запада. Сви причају о томе како сам постала потпуни англофил. Кажу да ме Америка не занима. Али, није баш тако. У ствари, понекад мораш да се удаљих од нечега да би то могао да сагледаш и цениш. Ипак, скоро сви моји сарадници на албуму су Европљани. Ту је Мондино, које је радио фотографије и дизајн, затим Мирвајз и Вилијам Орбит, моји копродуценти, такође Европљани.
Нећу да лажем: стало ми је до тога како ће ова плоча да се продаје. Осим чисто себичних разлога- сваки уметник жели да се његов рад чује и цени - желим да овај звук пренесем широј публици. Свет је у музичком смислу у стагнацији и депресији. Нико не ради ништа занимљиво или смело. Све је тако уопштено и хомогенизовано. Ако ова плоча доживи успех то би могло да значи да су људи спремни за нешто другачије.
Клупска атмосфера ове плоче ми је изузетно битна. Волим да своје плоче чујем на радију, али ми је важније да се врте по клубовима. Тамо сам почела и тамо ћу се вероватно увек највише осећати као код куће.

## ...и песмама са албума

#### 
Радили смо на тој песми и ја сам помислила: "Ма јеби га, дај да се зезамо“. Живот би био такав давеж кад би непрекидно био озбиљан и дубок.
Ова песма би требало да учини да се осетите као да полећете на ракети.
Надахнуће је дошло од мог зета, Џоа Хенрија, супруга моје сестре. Он је један од мојих најомиљенијих ликова на свету и прави песник. Он је написао песму и послао ми је. Мирвајз и ја смо мало изменили речи и музику. Оно што волим код ове песме је пркос. За мене је то једна романтична песма. Знате, одерите ме ако хоћете, али ми не говорите кога да волим или кога би требало да волим. Не говорите ми да одустанем. На неки начин за мене је ова песма као она Синатрина If I can make it there, I can make it anywhere.
Били смо негде на половини снимања, била сам трудна и то крила од света. Био је то заиста буран период у мом животу. Нисам баш била у најчвршћој вези у то време, делом због тога што смо живели у различитим земљама. Било како било, живела сам ако не у паклу а оно у чистилишту, како год да ствари сагледаш, и мислим да се из тога ова песма и изродила. Већим делом. Друго, ја сам од оних жена које су много постигле, независна и са сопственим кешом, а схватила сам да паметне и слободне девојке плаше мушкарце. Између осталог и о томе се ради у песми - о гутању горке пилуле и о томе како је бити невероватно рањив.

## Оцена критике
је наишао на генерално добре критике. Према сајту metacritic, просек од 16 рецензија износи 80/100. Према часопису Rolling Stone: "За разлику од пејзажа у нашим ушима након Ray of Light, Music је безобразан, опуштено ужурбан, као да је Мадона ушетала у студио, стала пред микрофон и пустила машине да лудују. [...] Music је све ово са Мадониним најрадикалнијим звуком до сада.". Роберт Кристго тврди да "претварајући се да је јефтина, она понекад [...] то стварно и јесте, што је јако битно за илузију. Све песме су добре, и нападне“. И за крај, All Music Guide закључује: "Радећи са гомилом продуцената, створила је албум који је њен музички најексплицитнији и неуморно најкреативнији још од.. па.. Like a Prayer".

## Продаја
| Држава               | Највиша позиција на листи | Сертификација        | Продаја     |
| -------------------- | ------------------------- | -------------------- | ----------- |
| Аустралија           | 3                         | 3x Платинаст         | 210 000+    |
| Аустрија             | 1                         | Платинаст            | 30 000+     |
| Бразил               | 1                         | 2x Платинаст         | 250 000+    |
| Канада               |                           | 3x Платинаст         | 300 000+    |
| Данска               | 1                         | 2x Платинаст         | 80 000+     |
| Европа               | 1                         | 5x Платианст         | 5 000 000+  |
| Финска               | 1                         | Златни               | 15 000+     |
| Француска            | 1                         | 2x Платинаст         | 700 000+    |
| Немачка              | 1                         | 2x Платинаст         | 400 000+    |
| Мађарска             |                           | Златни               | 3 000+      |
| Мексико              | 5                         | Gold                 | 75 000+     |
| Холандија            | 1                         | 2x Платинаст         | 140 000+    |
| Нови Зеланд          | 2                         | 2x Платинаст         | 30 000+     |
| Норвешка             | 1                         |                      |             |
| Пољска               |                           | Платинаст            | 20 000+     |
| Шведска              | 1                         | Платинаст            | 40 000+     |
| Швајцарска           | 1                         | 2x Платинаст         | 60 000+     |
| Уједињено Краљевство | 1                         | 5x Платинаст         | 1 500 000+  |
| САД                  | 1                         | 3x Платинаст         | 3 000 000+  |
| СВЕТ                 |                           | [ 25 ] [ 26 ] [ 27 ] | 14 000 000+ |

## Сарадници на албуму

#### Особље
- Вокал - Мадона
- Пратећи вокал - Вилијам Орбит
- Гитара - Мадона, Гај Сигсворт, Вилијам Орбит, Мирвајз Ахмадзаи
- Бубњеви - Стив Сиделник
- Клавијатуре - Гај Сигсворт, Вилијам Орбит, Мирвајз Ахмадзаи
- Програмирање - Вилијам Орбит, Мирвајз Ахмадзаи

#### Продукција
- Продуценти: Мадона, Мирвајз Ахмадзаи, Вилијам Орбит, Гај Сигсворт, Марк Спајк Стент
- Инжињеринг - Џејк Дејвис, Марк Ендерт, Џиоф Фостер, Шон Шпулер
- Асистенти инжињеринга - Тим Ламберт, Крис Рибандо, Ден Викерс
- Инжињеринг жичаних инструмената - Џиоф Фостер
- Микс: Марк Спајк Стент
- Мастеринг: Тим Јанг
- Програмирање: Гај Сигсворт, Шон Шпулер

#### Дизајн
- Фотографија: Жан-Баптист Мондино
- Арт дирекција: Кевин Реган
- Дизајн: Метју Линдоуер, Кевин Реган